# بحيرة إيمير
بحيرة إيمير (بالتركية: Eymir Gölü) هي بحيرة تقع في منطقة أنقرة في تركيا. تقع البحيرة داخل حدود منطقة أوران في أنقرة، وتُعد جزءًا من أراضي جامعة الشرق الأوسط التقنية (ODTÜ)، وهي مؤسسة تعليمية مرموقة في تركيا.

## معلومات عامة
تمتد بحيرة إيمير على طول 4 كيلومترات، ويبلغ عرضها نحو 250 مترًا، بمساحة سطح إجمالية تقارب 1.26 كيلومتر مربع. تقع البحيرة على ارتفاع 971 مترًا فوق مستوى سطح البحر.

## الأنشطة
تُستخدم البحيرة بشكل رئيسي لأغراض الترفيه. يسمح لزوار الجامعة والجمهور بدخول المنطقة، وتنتشر حول البحيرة العديد من الأشجار ومناطق التنزه، إضافة إلى مسارات مخصصة لركوب الدراجات والجري.
تُعد البحيرة أيضًا موطنًا للعديد من أنواع الطيور والحيوانات البرية، وتخضع المنطقة لرقابة بيئية وصيانة من قِبل الجامعة.

## الاستخدام الجامعي
بحيرة إيمير تُدار من قبل جامعة الشرق الأوسط التقنية، وتُستخدم في أنشطة الترفيه والاستجمام لطلاب الجامعة وأعضاء هيئة التدريس والعاملين. كما أنها تُعد موقعًا للأنشطة الخارجية التي تنظمها النوادي الطلابية، كالتجديف والتصوير والنزهات.

## وسائل النقل
على الرغم من أن الوصول إلى البحيرة محدود بالمركبات الخاصة التي تمتلك تصاريح، إلا أنه يُسمح بالدخول مشيًا على الأقدام أو بالدراجات. وتوجد طرق ترابية تحيط بالبحيرة تتيح للزوار التجول فيها بسهولة.

## المعالم القريبة
تقع بحيرة إيمير بالقرب من العديد من المعالم الطبيعية والحضرية في أنقرة، وتُعد محطة مفضلة لمحبي الطبيعة وسكان المدينة الباحثين عن الهدوء والاستجمام خارج الضوضاء الحضرية.